# William Hazledine
William Hazledine (auch Hazeldine) (* 1763 in Shawbury, Shropshire, England; † 26. Oktober 1840 in Shrewsbury, Shropshire) war ein englischer Industrieller, der maßgeblich an der Entwicklung der Eisenverhüttung und Gießtechnik beteiligt war. Seine Fähigkeiten, tragende Teile von Bauwerken aus Gusseisen herzustellen, waren entscheidend für die Ausführung der Pläne von Bauingenieuren wie Thomas Telford und Architekten wie Henry Goodridge oder Charles Bage. Hazledines Erfahrung und Fachkenntnis sowohl bei der Herstellung wie auch beim Testen großer gusseiserner Teile waren entscheidend für den Erfolg dieser Pionierprojekte. Mit seinen Schmieden lieferte er die Augenstäbe für die Ketten der Menai Suspension Bridge und der Conwy Suspension Bridge, zwei der bedeutendsten Brücken seiner Zeit.

## Leben
Hazledine wuchs in einem ländlichen Umfeld auf und wurde zum Mühlenbauer ausgebildet. Aufgrund familiärer Verbindungen wurde er in einer örtlichen Schmiede tätig, die er bald darauf pachten konnte. Später zog er nach Shrewsbury, wo er mit einem Partner eine Schmiede eröffnete. Nach der Auflösung dieser Gesellschaft gründete er eine Reihe von Gießereien, in denen große tragende Bauteile hergestellt wurden, unter anderem in dem heute zu Shrewsbury gehörenden Coleham und in dem zum Ort Cefn Mawr gehörenden Plas Kynaston im walisischen Wrexham County Borough in der Nähe der zukünftigen, von ihm zu bauenden Aquädukte. 1788 machte er die Bekanntschaft von Thomas Telford, die sich zu einer langen Freundschaft und Geschäftsverbindung entwickelte. Seine Gießereien gehörten zu ihrer Zeit zu den wichtigsten Zentren der Herstellung gusseiserner Brücken in Großbritannien. Als Prinzessin Victoria und ihre Mutter, die Herzogin von Kent 1832 die von Telford geplante Menai Suspension Bridge besuchten, deren schmiedeeiserne Ketten Hazledine geliefert hatte, wurde er dazu bestimmt, dem königlichen Besuch die Konstruktionsprinzipien der Brücke zu erläutern, wofür er große Anerkennung erhielt.
Hazledine war Bürgermeister von Shrewsbury von 1835 bis 1836.

## Bauwerke
Zu Hazledines Hinterlassenschaft bedeutender Bauwerke gehören:
- Ditherington Flax Mill, Shrewsbury (1797), das erste Eisenskelettbau
- Chirk-Aquädukt und Pontcysyllte-Aquädukt, Wrexham County Borough, (1799–1805)
- Eisenbrücke in Bonar Bridge, Schottland (1811–1812)
- Craigellachie-Brücke, Schottland (1812–1814)
- Menai-Brücke (1819–1826),
- Mythe Bridge, Tewkesbury (1823–1826)
- Aldford Iron Bridge, Eaton Hall, Cheshire (1824)
- Conwy Suspension Bridge (1824–1826)
- Cleveland Bridge, Bath (1826)
- Stretton-Aquädukt, Staffordshire (1832–1833)

## Ehrungen
In Shawbury wurde die Straße Hazeldine Crescent und in Coleham der Gebäudekomplex Hazledine Court nach ihm benannt, außerdem gibt es den Hazledine Way als Teil der modernen Inner Ring Road in Shrewsbury.